# Villa de' Franceschi
Villa de' Franceschi si trova a Pistoia nella frazione Barile.

## Storia e descrizione
Anticamente si chiamava villa di Montebuono e risaliva a un edificio del 1320 circa fatto costruire dalla famiglia Vinciguerra Panciatichi. Nel Seicento venne ampliata e trasformata, assumendo l'aspetto attuale. Fino all'inizio del XIX secolo appartenne ai Panciatichi, poi nel 1811 venne ceduta al generale napoleonico Jean Baptiste de' Franceschi, i cui discendenti sono stati fino al 2006 proprietari dell'immobile. 
Nel 1943, la villa fu teatro di un'imboscata fascista (nata da una irruzione), dove morì il partigiano Silvano Fedi . Nella villa era conservato un ricco archivio della famiglia De' Franceschi, contenente anche un autografo di Lorenzo il Magnifico. Recentemente sia la villa che tutti gli annessi rurali sono stati venduti per ricavarvi unità abitative.
La villa ha due facciate molto diverse tra loro: quella nord ha un'imponente scala doppia in pietra che porta al piano nobile; quella a sud, verso il giardino, ha un'ariosa loggia.

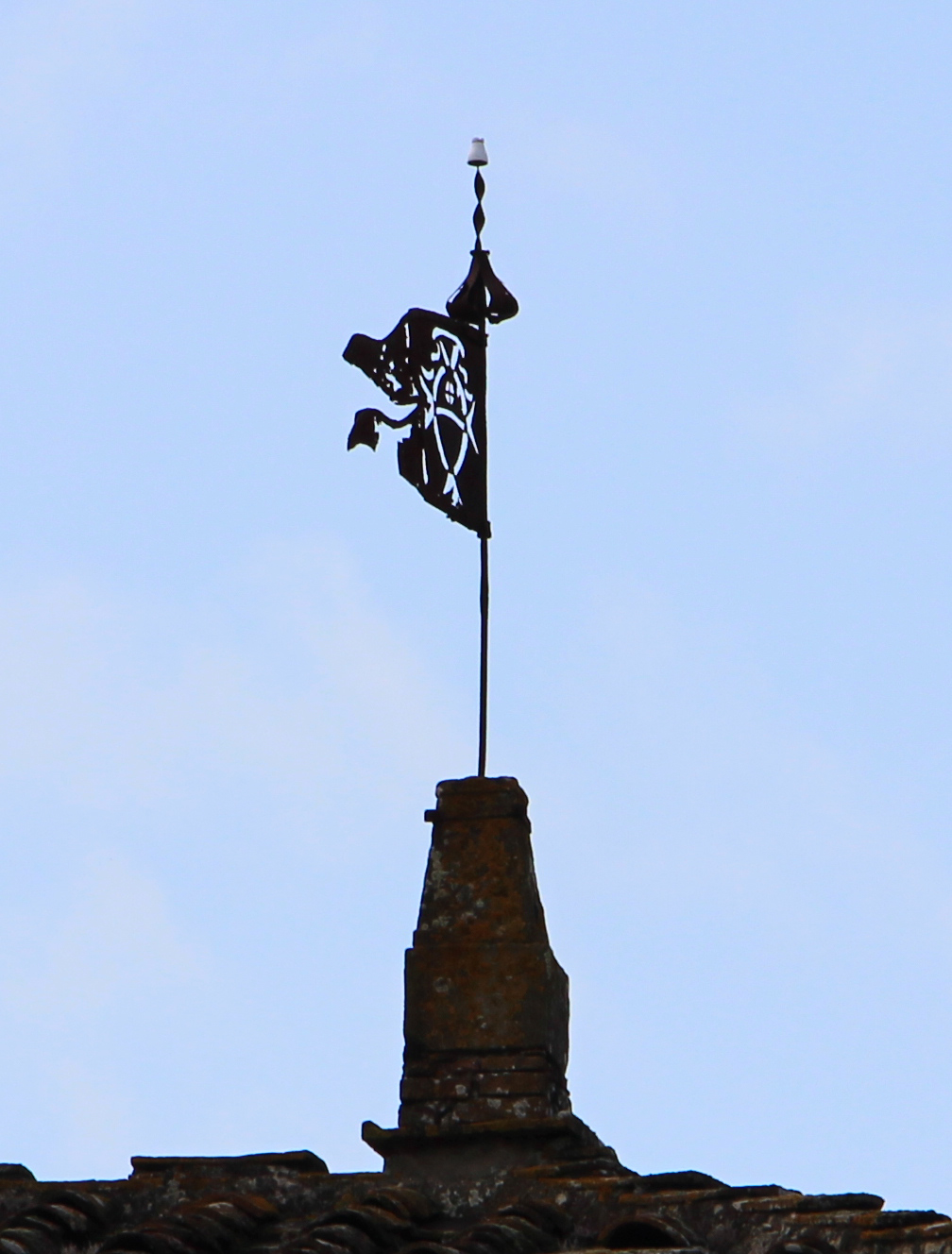
Banderuola con stemma Panciatichi

L’abitazione signorile si sviluppa su tre piani: un piano terreno interamente voltato, il piano nobile con i soffitti a cassettoni lignei -ingentilito dal salone d’onore e dalla loggia esterna – e un secondo piano per i vani di servizio. La decorazione pittorica del salone,  progettato al centro dell’edificio, è ancora oggi in buono stato e raffigura un illusionistico porticato sorretto da colonne marmoree, con figure allegoriche poste su alti piedistalli, raffiguranti le Quattro Stagioni e vedute di edifici classici e ambienti naturalistici, opera di Giuseppe Tonelli, formatosi nella bottega del fiorentino Jacopo Chiavistelli, realizzati nel 1692. Gli adornamenti continuano nella loggia esterna, affacciata a sud – attribuiti al pennello dello stesso Tonelli – in cui sono affrescati due scenari bucolici di ninfe e satiri danzanti (uno dei quali raffigurante il Trionfo di Bacco), fra due coppie di colonne marmoree cinte da tralci vegetali dorati, simili a quelle dipinte  nell’alcova delle Cariatidi, nella villa Bellavista a Borgo a Buggiano.
Il giardino all'italiana segue tutt'oggi l'impianto seicentesco ed è completamente cinto da mura. Vi si trovano alcune grandi aiuole geometriche recinte da siepi di bosso, che delimitano dei vialetti convergenti al centro verso la vasca ottagonale in pietra con fontana a zampillo. Numerose sono le piante di limoni, contenute in conche di terracotta decorate da fregi, festoni, cornucopie, stemmi e borchie: sono più di tremila e d'inverno sono alloggiate nella grande limonaia. Davanti alla limonaia si trova un roseto (di impianto recente), mentre la casa del giardiniere, di squisita fattura settecentesca, è ubicata sul confine del giardino ad est. Attualmente è stata riportata al suo aspetto originario. Altre anfore di terracotta sono situate lungo il muro perimetrale e alla sommità dei tabernacoli e dei pilastri dei cancelli.
Il restante parco è composto dal "selvatico", cioè il bosco composto da lecci, albatri, mortelle, ginestre, allori e agrifogli; in fondo si trova la ragnaia, zona di alberi ad alto fusto dove si tendevano le reti per catturare la piccola uccellagione.
A fine del Settecento nella zona sud era stato impiantato anche un parco all'inglese con laghetto, grotta e isolotto, del quale rimangono oggi poche tracce.